# Plenario de Parlamentarios del País Valenciano
El Plenario de Parlamentarios del País Valenciano (en valenciano: Plenari de Parlamentaris del País Valencià) fue el órgano formado y constituido por los 41 diputados al Congreso y senadores elegidos en las primeras elecciones celebradas en 1977 tras la dictadura franquista en las provincias de Alicante, Castellón y Valencia para dotar de autonomía política a la Comunidad Valenciana.
El Plenario se reunió por vez primera el 6 de agosto de 1977 en Valencia, presidio por el socialista Joaquín Ruiz Mendoza, reunión a la que acudieron los 29 diputados y 12 senadores elegidos dos meses antes y que representaban al Partido Socialista Obrero Español (13 diputados y 7 senadores), Unión de Centro Democrático (11 diputados y 5 senadores), el Partido Comunista de España (2 diputados), el Partido Socialista Popular (1 diputado), la Candidatura Independiente de Centro (1 diputado) y Alianza Popular (1 diputado). En esta primera reunión se acordó la elaboración de un Estatuto de autonomía en el marco de una nueva Constitución española que se anhelaba y de la que no se sabía ni siquiera si sería abordada, así como la consecución de un régimen preautonómico provisional en tanto el proceso legal culminase. También se acordó la denominación, Plenario de Parlamentarios del País Valenciano, al contrario que en otras comunidades autónomas donde se denominó Asamblea de Parlamentarios. El término «País Valenciano» fue el empleado y aceptado por todos, si bien luego constituiría un problema para su incorporación al estatuto autonómico.
En la misma reunión en Valencia, el Plenario acordó convocar una manifestación de apoyo al proceso preautonómicio y a la iniciativa de los parlamentarios, el 9 de octubre, dos meses más tarde, en la ciudad de Valencia, vinculando el proceso con la histórica fecha. El día de la convocatoria, más de medio millón de personas acudieron a la manifestación.
Tras la primera reunión en agosto en Valencia, se celebraron otras tres en Castellón, Alicante y Orihuela antes de terminar 1977. La de Alicante conformó el primer grupo de parlamentarios que inició las conversaciones con el Gobierno para el establecimiento de un régimen preautonómico; la reunión de Orihuela aprobó el contenido de dicho régimen preautonómico. En 1978 hubo dos reuniones clave, las celebradas en febrero en Segorbe y Peñíscola, donde se urgía al gobierno de España a una pronto aprobación de la normativa preautonómica. 
El 1 de marzo de 1978 el Plenario llegó a un acuerdo con el gobierno central por el que se establecería un régimen pre autonómico. Diez días después lo acordaba el Consejo de Ministros y seis días más tarde se publicaban dos normas básicas, un Real Decreto Ley y un Real Decreto de desarrollo.
En 1978, en Morella se inició el proceso autonómico que culminaría en el Estatuto de Autonomía de la Comunidad Valenciana. El Presidente de la Generalidad Valenciana, Josep Lluís Albinyana, convocó reunión del Consejo del País Valenciano para el 29 de diciembre de 1978, que fue impedida por una fuerte nevada, y se celebró por fin el 9 de enero de 1979. En aquella fría sala gótica del XV del Consell de la ciudad de Morella, se acordó, a propuesta del presidente Albinyana, y por unanimidad de los partidos PSOE, UCD, PCE, PSP y AP, el inicio del proceso autonómico, del entonces denominado oficialmente «País Valencià», de acuerdo con el artículo 151 de la Constitución Española, a fin de conseguir la más perfecta institucionalización de la Comunidad Valenciana, como la obtención de las máximas competencias posibles de autogobierno.